# Stará Dobev
Stará Dobev je vesnice, část obce Dobev v okrese Písek v Jihočeském kraji. Nachází se na východní straně Dobevě, nad levým břehem Brložského potoka. Prochází zde silnice II/139. Stará Dobev je také název katastrálního území o rozloze 7,41 km². V katastrálním území Stará Dobev leží i Nová Dobev.

## Historie
První písemná zmínka o vesnici pochází z roku 1318.

## Obyvatelstvo
| Rok            | 1869 | 1880 | 1890 | 1900 | 1910 | 1921 | 1930 | 1950 | 1961 | 1970 | 1980 | 1991 | 2001 | 2011 | 2021 |
| -------------- | ---- | ---- | ---- | ---- | ---- | ---- | ---- | ---- | ---- | ---- | ---- | ---- | ---- | ---- | ---- |
| Počet obyvatel | 299  | 307  | 268  | 262  | 278  | 234  | 206  | 158  | 164  | 138  | 182  | 191  | 269  | 282  | 275  |
| Počet domů     | 34   | 34   | 35   | 34   | 35   | 36   | 41   | 46   | 40   | 40   | 50   | 56   | 74   | 83   | 86   |

## Obecní správa
Při sčítání lidu v letech 1850–1869 Stará Dobev byla osadou obce Dobev v okrese Písek. V letech 1870–1962 byla samostatnou obcí v okrese Písek. Od roku 1963 je opět částí obce Dobev v okrese Písek. V letech 1870–1962 k obci patřila Nová Dobev.

## Pamětihodnosti
- Kostel svatého Brixí